# Dragan Andrić
Dragan Andrić (Ragusa, 6 giugno 1962) è un ex pallanuotista jugoslavo, vincitore di due medaglie d'oro ai giochi olimpici di Los Angeles 1984 e Seul 1988, oltre ad un oro mondiale nel 1986 ed alla Coppa del Mondo 1987.